# Stephanie Cole
Patricia Stephanie Cole (Solihull, 5 ottobre 1941) è un'attrice britannica.

## Filmografia parziale

### Cinema
- Una corsa sul prato (International Velvet), regia di Bryan Forbes (1978)
- Grey Owl - Gufo grigio (Grey Owl), regia di Richard Attenborough (1999)
- Miss Pettigrew (Miss Pettigrew Lives for a Day), regia di Bharat Nalluri (2008)
- The House, registi vari (2022)

### Televisione
- Valle di luna (Emmerdale) - serie TV, 6 episodi (1978)
- Tenko - serie TV, 30 episodi (1981-1984)
- Open All Hours - serie TV, 10 episodi (1982-1985)
- The Return of the Antelope - serie TV, 24 episodi (1986-1988)
- A Bit of a Do - serie TV, 13 episodi (1989)
- Waiting for God - serie TV, 47 episodi (1990-1994)
- Poirot (Agatha Christie's Poirot) - serie TV, episodio 3x09 (1991)
- Keeping Mum - serie TV, 16 episodi (1997-1998)
- Housewife, 49 - film TV (2005)
- Doc Martin - serie TV, 27 episodi (2004-2009)
- L'ispettore Barnaby (Midsomer Murders) - serie TV, episodio 10x05 (2007)
- Coronation Street - serie TV, 159 episodi (2011-2013)
- Man Down - serie TV, 18 episodi (2014-2017)
- Scarborough - serie TV, 6 episodi (2019)
- Still Open All Hours - serie TV; 41 episodi (2013-2019)
- Gentleman Jack - Nessuna mi ha mai detto di no (Gentleman Jack) - serie TV, 7 episodi (2019-2022)

## Premi
- British Comedy Awards
  - 1992: "Best TV Comedy Actress" (Waiting for God)
- British Soap Awards
  - 2012: "Best Comedy Performance" (Coronation Street)